# 2233 Кузнецов
2233 Кузнецов (2233 Kuznetsov) — астероїд головного поясу, відкритий 3 грудня 1972 року.
Тіссеранів параметр щодо Юпітера — 3,600.